# Jessica Schöne

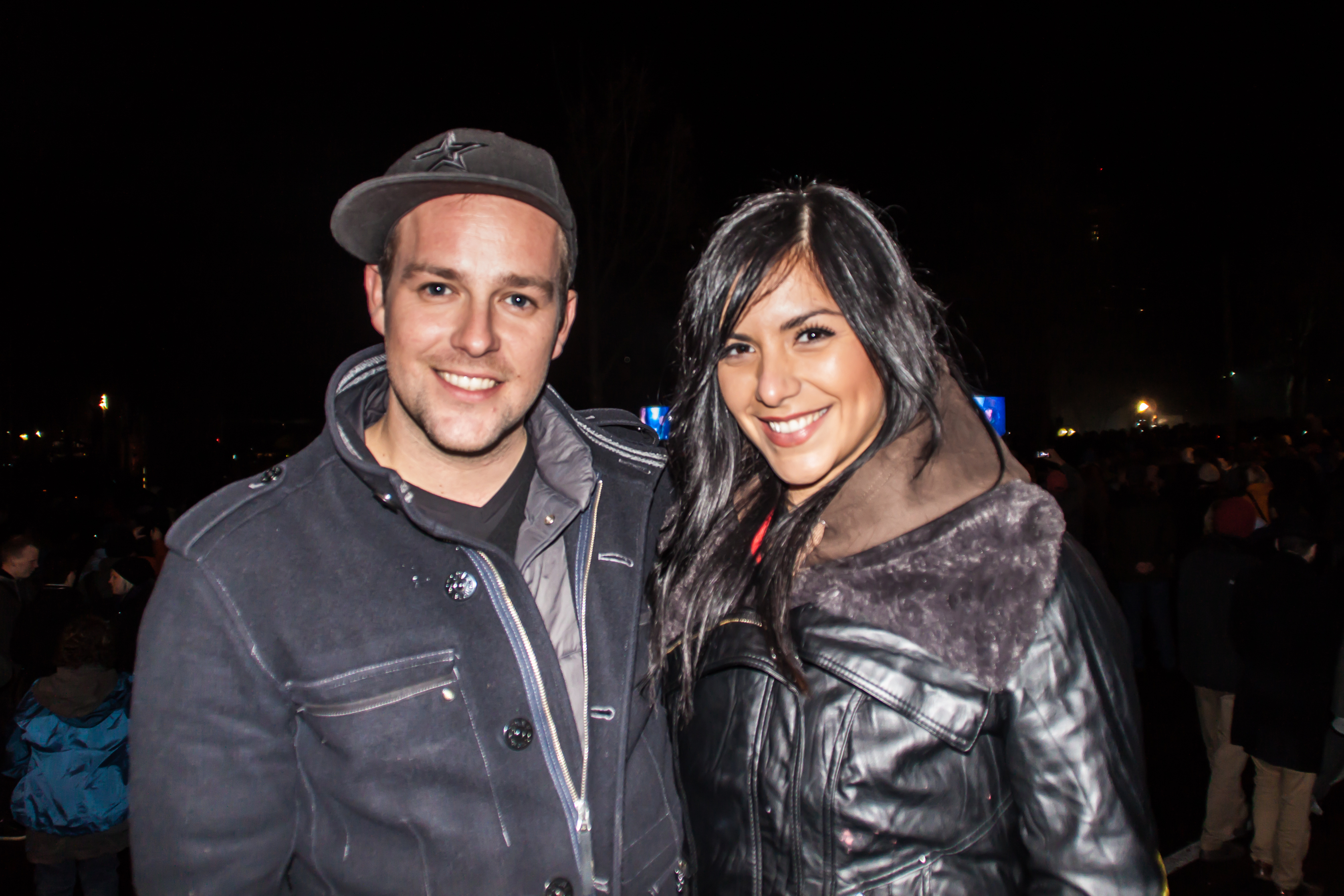
Jessica Schöne und Sänger Ben (2011)

Jessica „Jess“ Schöne (vor der Heirat Jessica Lange; * 28. November 1988 als Jessica Madeleine Lange Naranjo Paredes in Stuttgart) ist eine deutsche Hörfunk- und Fernsehmoderatorin.

## Leben und Wirken
Schöne wuchs in Deutschland als Tochter einer Ecuadorianerin und eines Deutschen mit vier Geschwistern auf. Sie spricht fließend Spanisch und Englisch. Seit 1996 lebt sie im Saarland.
Als Kind hatte sie einen Auftritt in der Mini-Playback-Show. 2007 war sie bei Popstars und 2008 bei der Echoverleihung  zu sehen. Nach ihrem Abitur am Hochwald-Gymnasium in Wadern absolvierte Jessica Lange beim Regionalfernsehsender Saar TV eine Ausbildung zur Mediengestalterin. Im Anschluss arbeitete sie als Moderatorin bei Radio Saarbrücken im Funkhaus Saar. Von Januar 2010 bis April 2022 moderierte sie bei KiKA gemeinsam mit dem ehemaligen Pop-Sänger Ben die Sendung KiKA LIVE sowie Sonderausgaben des Kummerkastens. In der Serie Schloss Einstein übernahm Schöne 2012 eine Gastrolle. Von 2014 bis 2017 präsentierte sie mit Daniel Boschmann Tatort – Die Show in einer interaktiven Übertragung via Facebook und YouTube, die später bei One wiederholt wurde. Außerdem unterrichtete sie ab 2007 eine eigene Tanzgruppe namens Divanity.
Von November 2018 bis Dezember 2019 moderierte Schöne an der Seite von Johannes Zenglein den Tigerenten Club in der ARD. Im Sommer 2019 moderierte sie mit Zenglein die 4. Staffel der Kinderspielshow Krass nass! Die Tigerenten Club Sommerspiele auf KIKA.  Seit 2020 moderiert Jessica Schöne den KiKA Award. Von März 2021 bis April 2022 moderierte Schöne erneut den Tigerenten Club mit Johannes Zenglein.
Im Mai 2022 war Schöne Teil der deutschen Jury beim 66. Eurovision Song Contest in Turin.
Sie ist aktuell eine Partnerin im Rateteam von Meister des Alltags.

### Privates
Schöne ist seit September 2018 verheiratet.

## Fernsehauftritte

### Moderation
- 2010–2022: KiKA LIVE (KiKA)
- 2014–2017: Tatort – Die Show (ONE)
- 2018–2019, 2021–2022: Tigerenten Club (ARD/SWR)
- 2019: Krass nass! Die Tigerenten Club Sommerspiele (SWR/KiKA)
- seit 2020: Secrets of Schloss Einstein (MDR/KiKA)
- 2020–2022: KiKA Award (KiKA)
- seit 2020: Junior Eurovision Song Contest (NDR/KiKA)
- 2021–2024: Terra X-Show Kids (ZDF/KiKA)
- seit 2023: Earthgame (ZDF/KiKA)

### Gastauftritte
- 2007: Popstars (ProSieben)
- 2008: Echoverleihung (RTL)
- 2012: Gastrolle Schloss Einstein – Folge 716 (KIKA)
- 2022–2024: Meister des Alltags (ARD/SWR)
- 2023: Sag die Wahrheit (ARD/SWR)